# Mercedes Cabello de Carbonera
Mercedes Cabello de Carbonera, född 1845, död 1909, var en peruansk feminist och författare.
Hon tillhörde pionjärerna för kvinnorörelsen i Peru. Som författare betraktas hon som en representant för den litterära realismen i Peru.